# Kiyaka
Yaka ist eine Bantusprache und wird im Norden von Angola und in der Provinz Bandundu (Demokratische Republik Kongo) von ungefähr 900.000 Menschen gesprochen.
Alternative Namen sind Iyaka, Kiyaka und Yiyaka.

## Klassifikation
Kiyaka gehört zur Niger-Kongo-Familie, innerhalb der es dem Zweig der Benue-Kongo-Sprachen und dort den Bantoiden Sprachen zuzuordnen ist. Die Sprache ist in der Guthrie-Zone H31 lokalisiert und unter anderem mit Kintandu, Umbundu und Kiyombe verwandt.

## Phonologie

### Vokalinventar
Kiyaka verfügt über ein Inventar von fünf kurzen und fünf langen Vokalen.
|        | vorn | zentral | hinten |
| ------ | ---- | ------- | ------ |
| hoch   | i    |         | u      |
| mittig | e    |         | o      |
| tief   |      | a       |        |

|        | vorn | zentral | hinten |
| ------ | ---- | ------- | ------ |
| hoch   | iː   |         | uː     |
| mittig | eː   |         | oː     |
| tief   |      | aː      |        |

Die Vokale folgen einer Vokalharmonie.

### Konsonanteninventar
Kiyaka verfügt über einfache und zusammengesetzte Konsonanten auf phonemischer Ebene.
|            | labial   | alveolar, dental | palatal | velar | glottal |
| ---------- | -------- | ---------------- | ------- | ----- | ------- |
| Plosive    | b, p, pʰ | t, tʰ            |         | k, kʰ |         |
| Nasale     | m, mb    | n, nd            |         | ŋ     |         |
| Frikative  | v        | z                |         |       |         |
|            | f        | s                |         |       | h       |
| Affrikaten | mbv      | ndz              |         |       |         |
|            | pf       | ts               |         |       |         |
| Laterale   |          |                  | l       |       |         |
| Gleitlaute | w        |                  | y       |       |         |

Die zusammengesetzten Sequenzen in der Tabelle sind eher als komplexe Segmente denn als zugrundeliegende Einheiten zu betrachten. Sie werden durch phonologische Regeln abgeleitet. Somit stellt die Tabelle eher ein Phoninventar dar.

### Silbenstruktur
Die typische (kanonische) Silbe hat im Kiyaka die Form CV. (Wobei C = Konsonant und V = Vokal bedeutet.)
Es finden sich jedoch auch andere Silbenstrukturen:
| Silbenstruktur | Beispiel   | Übersetzung       |
| -------------- | ---------- | ----------------- |
| V              | a bwe      | Was ist passiert? |
| CV             | ha.ta      | Dorf              |
| CVV            | taː.ta     | Vater             |
| CGV            | kya taa.ta | des Vaters        |
| CGVV           | mwaːna     | Kind              |
| N              | n.ta       | ihn/sie schlagen  |

(Wobei G = Gleitlaut, N = Nasal und . = Silbengrenze)
V-Silben sind sehr selten und vor allem  in Vokativen und Interjektionen zu finden. Silben, die einen Gleitlaut enthalten entstehen oft durch einen phonologische Prozess der Devokalisierung, der hohe und hintere in den entsprechenden Gleitlaut ändert, wenn es sie vor den finalen Vokalen /a/, /e/ und /o/ stehen würden.
Obwohl die Vokallänge bedeutungsunterscheidend ist, treten CVV-Silben (= CVː) nicht unvorhersagbar, sondern bevorzugt als stamminitiale Silben auf. Wenn CVV-Silben wortintern auftreten, ist das oft das Ergebnis einer Suffigierung, stamm- bzw. wortfinal treten sie nur in Lehnwörtern (aus dem Französischen) auf.

### Ton
Kiyaka ist eine Tonsprache, das heißt die Tonhöhe eines Vokals ist bedeutungsunterscheidend. Phonetisch können drei Töne unterschieden werden: H (hoch), L (tief) und R (extrahoch, R = raised).
Ton ist sowohl lexikalisch als auch grammatisch distinktiv. ndóòngò (HLL) bedeutet „Nadel“, während ndòóngò (LHL) „Palmwein“ bedeutet.

## Morphologie
Kiyaka hat wie die meisten Bantusprachen eine „agglutinative“ Morphologie, das heißt Morpheme drücken jeweils nur eine grammatische Kategorie aus und die Verknüpfung erfolgt (überwiegend) konkatenativ. Die Existenz von Nominalklassen ist ebenfalls typisch für Bantusprachen.